# 埃德加敦 (麻薩諸塞州普查規定居民點)
埃德加敦（英語：Edgartown）是位於美國麻薩諸塞州杜克斯縣的一個普查規定居民點。

## 人口
根據2020年美國人口普查的數據，埃德加敦的面積為3.11平方千米，當中陸地面積為3.10平方千米，而水域面積為0.01平方千米。當地共有人口1107人，而人口密度為每平方千米355.95人。